# Evguénie Sokolov
Cet article concerne un roman de Serge Gainsbourg. Pour le coureur cycliste russe, voir Evgueni Sokolov. Pour les autres significations, voir Sokolov.
Evguénie Sokolov est un roman, qualifié de « conte parabolique » en page de titre de l'ouvrage, écrit par Serge Gainsbourg et publié chez Gallimard en 1980.
On découvre l'histoire d'un jeune peintre français d'origine slave, talentueux, reconnu, chef de file du courant de « hyperabstraction », qui peint en exploitant les vibrations émises par ses pets.

## Résumé
Cet ouvrage est le récit de la vie d'Evguénie Sokolov. Dès sa plus petite enfance, le souvenir de ses fréquents, abondants et nauséabonds pets marque le futur artiste. Il évoque ses méfaits, tant auprès de sa nourrice « aux seins pullman » que ses lâchages en cours de latin, les écrits de Catulle ne le passionnant guère. Il entre aux Beaux-arts pour la principale raison qu'il est expulsé du collège pour indiscipline. Enchaînant sur un service militaire d'où, après être passé E.O.R du fait de ses études secondaires et parce qu'il asphyxiait sa chambrée, il sort lieutenant, mais perd vite son grade pour outrage à la nation.
Ayant fait ses classes et acquis la maîtrise graphique, Sokolov progresse peu à peu dans le domaine de l'art. D'abord auteur d'une BD à succès, Crepitus ventris, l'homme à réaction, l'artiste explose littéralement lorsqu'il découvre une faculté particulière. Assis sur une sorte de chaise à ressort, amplifiant les vibrations, Sokolov peint dès lors ses pets, sorte de séismogrammes qu'il intitule « gazogrammes ». Avec l'appui du galeriste Zumsteeg-Haumptmann, les ventes et les expositions s'enchaînent, dans les plus prestigieux musées du monde.
Après un bref passage à vide, Evguénie découvre comment son régime alimentaire influe sur sa création. Il adapte donc sa diète en fonction de ses projets du moment. Mais la consultation d'un proctologue devient bientôt nécessaire, tant l'intense sollicitation rectale induite par sa pratique artistique le fait souffrir. Les commandes prestigieuses, qu'il s'agisse de clients privés ou de celle d'une ambassade de Moscou, sont exténuantes pour l'artiste, qui doit en ces occasions beaucoup donner de sa personne, du fait des vastes surfaces à couvrir, épuisant peu à peu son organisme.
Son seul réconfort, après la mort de son chien (aussi gazogène que lui), est l'amour pédophile qu'il porte à Abigaïl, fillette d'un de ses commanditaires. Son mal-être s'accroît, son interview fiasco avec les gens de la NBC lui fait beaucoup de mal, il décide alors de se suicider. Sauvé in extremis, sa santé décline néanmoins très rapidement. Il s'éteint dans un dernier soupir du fondement.

## Style
Le champ lexical du pet est poussé à un niveau de maîtrise et de richesse tel que l'ouvrage pourrait constituer un lexique en la matière. En particulier, le passage où Sokolov fait la liste des surnoms dont il fut affublé lors de son passage par ses camarades de chambrée du service militaire est un morceau de choix, et également une amère critique de cette institution, les bidasses s'extasiant de la capacité extraordinaire de l'artiste à commander ses sphincters.
D'autres pages du roman constituent de véritables catalogues, étalant la connaissance de l'auteur. Il fait ainsi liste des musées les plus prestigieux du monde, mais aussi de vieux cocktails quoique ceux-ci semblent pour la plupart inventés. Mais le passage le plus érudit du récit est sans doute celui où Gainsbourg énumère bon nombre de livres de référence sur la problématique du pet. Il cite entre autres Hysterical type of non gaseous abdominal bloating de W.C. Alvarez, Le volume et la composition des gaz coliques chez l’homme de A.F. Esbenkirk ou encore Concerning action of post pituitary extracts upon gas in intestines de A. Oppenheimer.

## Accueil de la critique
L'accueil de cet ouvrage est mitigé, certains[Qui ?] le critiquent fortement pour son outrance, sa vulgarité, sa brièveté, tandis que d'autres[Qui ?] y reconnaissent une critique de l'art et de sa possible vacuité, mais également une allégorie sur la sublimation de ce que l'individu peut avoir de honteux en lui, et à offrir aux yeux des autres — une anomalie physiologique pour Evguénie Sokolov, la laideur pour Serge Gainsbourg.
Gainsbourg reprendra le titre pour un morceau (où l'on entend des pets) dans l'album Mauvaises Nouvelles des étoiles.

## Éditions
- Serge Gainsbourg, Evguénie Sokolov, Paris, Gallimard, coll. « NRF », 1980, 89 p. (ISBN 2-07-020847-8, BNF 34632954).
- Serge Gainsbourg, Evguénie Sokolov, Paris, Gallimard, coll. « Folio » (no 1643), 1980, 110 p. (ISBN 2-07-037643-5).